# Sylvester Stallone
Sylvester Gardenzio Stallone (Nueva York, 6 de julio de 1946) es un actor y cineasta estadounidense. Es reconocido mundialmente como uno de los principales actores del cine de acción de Hollywood y fue designado en enero de 2025 como enviado presidencial del presidente Trump en dicho lugar.
Ha dado vida a dos personajes icónicos de la historia del cine: a Rocky Balboa, un desconocido boxeador de Filadelfia que contra todo pronóstico se convierte en campeón, y a John Rambo, un atormentado ex boina verde veterano de la guerra de Vietnam, especializado en guerrilla, supervivencia y combate. La cinta Rocky (1976) se hizo con tres estatuillas del premio Óscar, en la categoría de mejor director, mejor película y mejor montaje.   
En 2016, ganó el Globo de Oro como mejor actor de reparto por el papel de Rocky Balboa en el spin-off de la saga, Creed (2015), además de ser nominado al Óscar en la misma categoría.
Aparte de las sagas de Rocky y Rambo, entre sus cintas más populares se encuentran: Victory (1981), Cobra (1986), Lock Up (1989), Tango y Cash (1989), Demolition Man (1993), Cliffhanger (1993), Asesinos (1995), Judge Dredd (1995), Pánico en el Túnel (1996) y la saga The Expendables (2010). En televisión, destaca su papel protagonista en la serie Tulsa King.

## Inicios
Nació en Nueva York, hijo de Jacqueline France Labofish (1921-2020), trapecista, peluquera, astróloga, maestra de danza y representante de mujeres profesionales de lucha libre, llegando a regentar un gimnasio femenino, y Frank Stallone Sr. (1919-2011), peluquero. El padre de Stallone era nativo de Gioia del Colle (provincia de Bari, Italia), mientras que su madre tiene ascendencia judeo-rusa y francesa. Tiene un hermano llamado Frank Stallone, músico y actor ocasional; varias de sus canciones han formado parte de la banda sonora de las cintas de Sylvester Stallone. Su hermana por parte de madre, Toni Ann D'Alto, falleció en 2012.
Su madre sufrió complicaciones durante el parto, lo que obligó a que sus obstetras utilizaran dos pares de fórceps; el mal uso de estos hizo que accidentalmente cortaran un nervio de la cabeza del neonato, provocándole parálisis en parte de su cara. Como resultado, la parte inferior izquierda de su rostro está paralizada —incluyendo partes de los labios, la lengua y la barbilla—, un accidente que le ha dado a Stallone una forma de hablar arrastrando las palabras. Su nombre es un homenaje a su abuelo paterno, Silvestro Staglione; tanto el nombre como el apellido se adaptaron a la fonética y grafía anglosajonas.[cita requerida]
En los años 1960, Stallone estudió en el American College of Switzerland, Leysin y, finalmente, en la Universidad de Miami durante tres años. A principios de los años 1970, para pagarse las clases de arte dramático, tuvo que trabajar como actor en una película pornográfica llamada The Party at Kitty and Stud's. Stallone declaró a la revista Playboy que la necesidad económica lo obligó a tomar la decisión, ya que por entonces contaba solo con veinte dólares en su cuenta bancaria.[cita requerida] Tuvo una aparición en Bananas, de Woody Allen, interpretando a un delincuente en las escenas del metro, y también apareció en un episodio de la serie Kojak, protagonizada por Telly Savalas, donde interpretaba al detective Rick Daley. Se presentó también para los papeles de Carlo Rizzi y Paulie Gatto de la exitosa cinta El Padrino.
Finalmente, empezó con su carrera de una manera seria escribiendo guiones. Después de validar varios trabajos de actor para completar sus notas, consiguió su título de Bachiller de Bellas Artes (BFA) en 1999.[cita requerida]

## Carrera en el cine

### Primeros roles
Hasta 1969, apareció en escena bajo el nombre de Mike Stallone; en 1970, comenzó a usar el nombre artístico Sylvester E. Stallone. Mientras asistía a la Universidad de Miami, Stallone tuvo un papel en el drama Ese Buen Chico (también conocido como La Raíz Cuadrada), filmado en 1968.
Stallone tuvo su primer papel principal en la película de pornografía softcore The Party at Kitty and Stud's (1970). Le pagaron US$200 por dos días de trabajo. Stallone explicó más tarde que había hecho la película por desesperación después de ser desalojado de su apartamento y encontrarse sin hogar durante varios días. También dijo que durmió tres semanas en la Port Authority Bus Terminal en la ciudad de Nueva York antes de ver un anuncio de casting para la película. En palabras del actor, "era hacer esa película o robar a alguien, porque estaba al final, al mismísimo final de mis posibilidades". La película fue lanzada varios años después como Italian Stallion, para aprovechar la nueva fama de Stallone (el nuevo título se tomó del apodo de Stallone desde Rocky). Stallone también protagonizó la obra de teatro off-Broadway Score, que se presentó durante 23 funciones en el Teatro Martinique del 28 de octubre al 15 de noviembre de 1971 y fue adaptada al cine en 1974 como Score por Radley Metzger.
Después de mudarse a la ciudad de Nueva York, Stallone compartió un apartamento con su novia, Sasha Czack, una actriz en ciernes que los sostenía trabajando como camarera. En esa época, Stallone tomó trabajos ocasionales, incluyendo ser limpiador en un zoológico y acomodador en un teatro; fue despedido de este último trabajo por revender boletos. Mejoró sus habilidades de escritura frecuentando una biblioteca local y se interesó en las obras de Edgar Allan Poe.
En 1972, Stallone estaba a punto de renunciar a tener una carrera como actor; en lo que más tarde describió como un momento bajo, intentó sin éxito conseguir un trabajo como extra en El Padrino. En cambio, se relegó a un papel secundario en otro éxito de Hollywood, ¿Qué pasa, doctor?, protagonizada por Barbra Streisand. Stallone apenas es visible en sus dos apariciones.
Stallone estaba actuando en una obra a la que un amigo lo invitó a participar, y un agente presente pensó que Stallone era perfecto para el papel de Stanley, un personaje principal en Los Señores de Flatbush, que tuvo un programa de inicio y parada desde 1972 hasta 1974 debido a problemas de presupuesto. Alrededor de mediados de 1973, Stallone logró su primer papel protagónico en la película independiente Sin Lugar para Esconderse, interpretando a un hombre asociado con un movimiento terrorista urbano basado en Nueva York, con una vendedora de joyas como su interés amoroso. La película fue reeditada y renombrada Rebelde años después, esta segunda versión presenta a Stallone como su estrella. En 1990, esta película fue reeditada con tomas descartadas del film original y nuevo metraje grabado, luego redoblada – al estilo de Woody Allen en What's Up, Tiger Lily? – convirtiéndose en una parodia de sí misma titulada Un Hombre Llamado... Rainbo.
Los primeros roles cinematográficos de Stallone fueron menores e incluyeron breves apariciones sin acreditar en MASH (1970), como un soldado sentado en una mesa; Pigeons (1970), como un invitado a una fiesta; en Bananas (1971) de Woody Allen, como un matón del metro; en el thriller psicológico Klute (1971), como un extra bailando en un club; y en la película de Jack Lemmon The Prisoner of Second Avenue (1975), como un joven. En esta última película, el personaje de Jack Lemmon persigue, taclea y asalta a Stallone, pensando que el personaje de Stallone es un carterista. Tuvo su segundo papel protagónico en 1974 con The Lords of Flatbush. En 1975, interpretó roles secundarios en Farewell, My Lovely; Capone; y Death Race 2000. Apareció como invitado en las series de televisión Police Story y Kojak. Se dice que también aparece en Mandingo, pero a menudo se afirma que su escena fue eliminada.
Stallone alcanzó la fama mundial con su papel protagónico en el gran éxito Rocky (1976), un drama deportivo sobre un boxeador en apuros, Rocky Balboa, enfrentándose al campeón de peso pesado Apollo Creed. El 24 de marzo de 1975, Stallone vio la pelea Muhammad Ali vs. Chuck Wepner. Esa noche, Stallone regresó a casa y, después de tres días, completó el primer borrador de Rocky. Posteriormente, Stallone negó que Wepner hubiera proporcionado alguna inspiración para el guion; sin embargo, Wepner presentó una demanda que finalmente se resolvió con Stallone por una cantidad no revelada. Otras posibles inspiraciones para la película podrían haber sido la autobiografía de Rocky Graziano Someone Up There Likes Me y la película del mismo nombre. Stallone intentó vender el guion a varios estudios, con la intención de interpretar el papel principal él mismo. Irwin Winkler y Robert Chartoff se interesaron y ofrecieron a Stallone US$350,000 por los derechos, pero tenían sus propias ideas para el papel principal, incluidos Robert Redford y Burt Reynolds. Stallone se negó a vender a menos que interpretara el personaje principal; y, finalmente, después de un importante recorte de presupuesto como compromiso, se acordó que él sería la estrella. Al estrenarse, el crítico Roger Ebert afirmó que Stallone podría convertirse en el próximo Marlon Brando.
En 1977, en la 49.ª entrega de los Premios de la Academia, Rocky fue nominada a diez Óscar, incluyendo nominaciones para Mejor Actor y Mejor Guion Original para Stallone. La película ganó los Premios de la Academia para Mejor Película, Mejor Dirección, y Mejor Edición de Película.

### Estrellato mundial en el cine de acción, declive y retorno

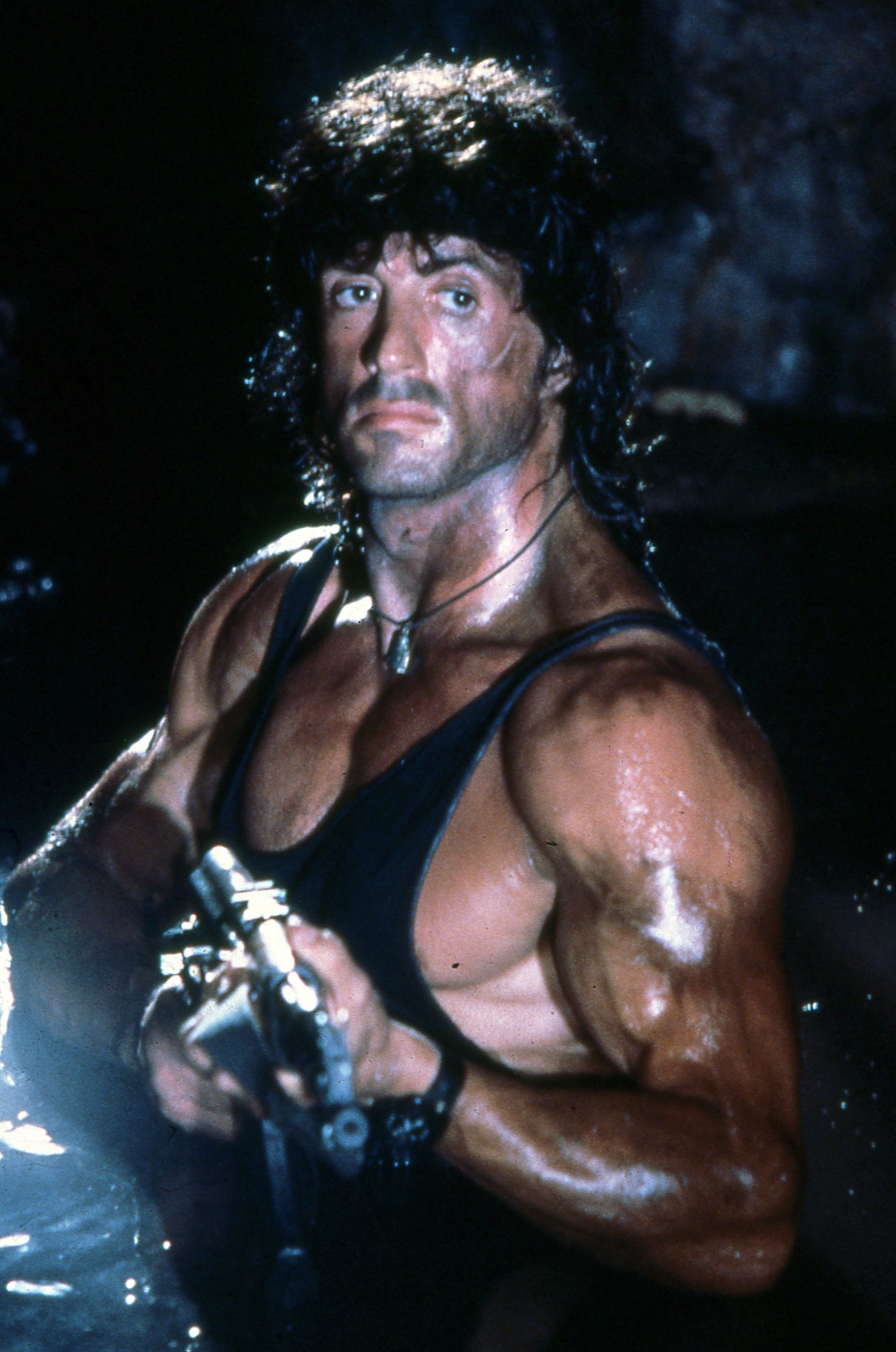
Stallone en Rambo III (1988).

A lo largo de su carrera, Stallone ha explotado el arquetipo varonil de tipo duro y ha rechazado filmes serios y de contenido dramático: ha protagonizado numerosas películas de acción, con algunas incursiones sin éxito en la comedia. Después de sus intentos en el género dramático a finales de la década de 1970 en cintas como F. I. S. T. y Paradise Alley (basada en una novela escrita por el propio Stallone, Paradise Alley: La cocina del infierno), que a pesar de recibir críticas positivas fracasaron en taquilla, la crítica lo ha denostado en muchas otras cintas debido a su notable musculatura y la falta de expresiones emocionales en sus actuaciones; pese a ello, es un claro exponente del cine de entretenimiento de las últimas tres décadas.
Entre sus trabajos cinematográficos, destaca su actuación en First Blood, donde interpretó a un atormentado veterano de guerra llamado John Rambo: este es agredido por un abusivo jefe de policía pueblerino, lo que lo fuerza a desatar una ola de venganza. La crítica aclamó su actuación, afirmando que le había dado un aspecto más humano que el que tenía originalmente el personaje en la novela. Durante la década de los 80, le siguieron Rambo II y Rambo III, que fueron enormes éxitos internacionales en la taquilla.
Aparte de las sagas de Rocky y Rambo, entre sus películas más taquilleras se encuentran Cobra de 1986; Over the Top de 1987; Lock Up de 1989; Cliffhanger de 1993; El especialista de 1994, coprotagonizada por Sharon Stone y James Woods; Asesinos de 1995, junto a Antonio Banderas y Julianne Moore; y dos comedias de corte policíaco: Tango y Cash de 1989, con Kurt Russell y Demolition Man de 1993, coprotagonizada por Wesley Snipes y Sandra Bullock. En 1996, gozó de cierto éxito con la película de catástrofes Daylight.

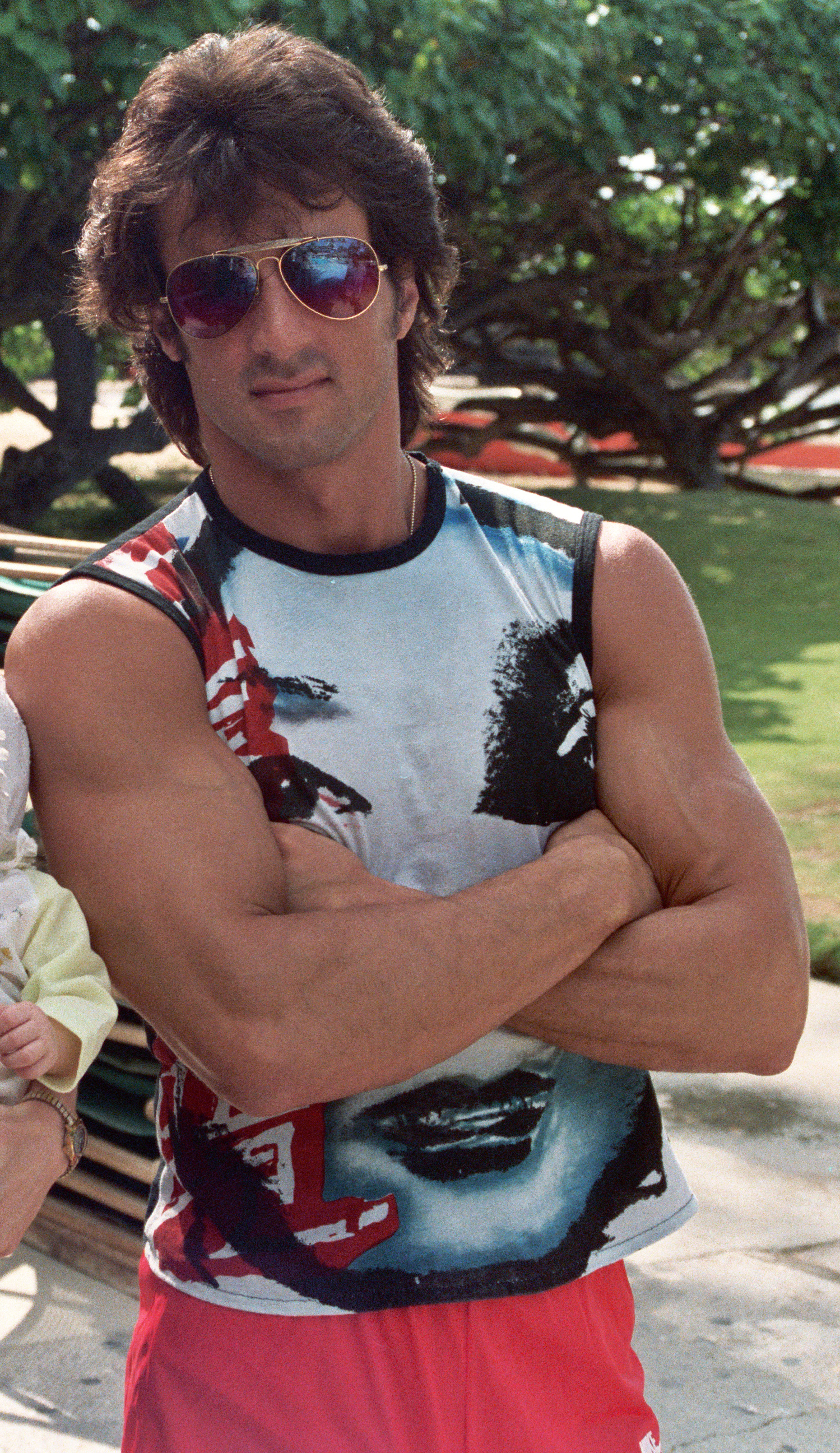
Stallone en 1983.

En 1997, intentando cambiar el estereotipo de "estrella de acción", obtuvo el papel protagonista en Cop Land, junto a un vasto elenco entre los que se encontraban Robert De Niro, Ray Liotta y Harvey Keitel; engordó aproximadamente veinte kilos para interpretar a un policía mediocre y pasado de peso del Estado de Nueva Jersey. Su actuación fue bien recibida por la crítica y considerada como la mejor interpretación que ha dado desde Rocky en 1976. Recibió el premio a Mejor Actor en el Festival Internacional de Cine de Estocolmo.
Asimismo, actuó en una serie de rotundos fracasos en la crítica y la taquilla como Stop! Or My Mom Will Shoot, Óscar, Judge Dredd, D-Tox, Get Carter, Driven y Avenging Angelo. En 2005, estrenó el reality show The Contender, producido y conducido por él y el excampeón Sugar Ray Leonard, en el cual dieciséis boxeadores de diferentes ciudades de los Estados Unidos son reunidos en una casa donde entrenan y cada semana pelean en una eliminatoria. El show fue un éxito rotundo en Estados Unidos y el resto del mundo.
Stallone intentó revivir éxitos del pasado mediante las películas Rocky Balboa (2006) y Rambo (2008). A pesar del abuso ejercido en ambas franquicias y en contra de las predicciones de los críticos de cine, las dos cintas tuvieron buena recepción por parte de la audiencia y dieron un respiro a su carrera.
En 2010, empezó el proyecto de The Expendables, que dirigió, produjo y protagonizó. El filme narra la historia de un grupo de mercenarios de edad avanzada que acuden a una misión especial para derrocar a un violento dictador en un país de Sudamérica. Los actores que co-protagonizan la cinta son: Jason Statham, Jet Li, Dolph Lundgren, Mickey Rourke, Arnold Schwarzenegger y Bruce Willis (Schwarzenegger y Willis en un cameo), Eric Roberts, Stone Cold y Randy Couture. Los actores Jean-Claude Van Damme, Kurt Russell, Danny Trejo y Steven Seagal rechazaron participar en el filme, aunque el primero participó luego en la segunda parte como principal antagonista. El estreno tuvo lugar en agosto de 2010. Stallone afirmó haber sufrido una fractura en el cuello durante el rodaje de The Expendables. Le fue otorgado el premio honorífico "Jaeger-LeCoultre, Gloria al Cineasta" en el Festival Internacional de Cine de Venecia. En verano de 2012, estrenó la taquillera secuela The Expendables 2, dirigida por Simon West.
Protagonizó las cintas de acción Bullet to the Head, dirigida por Walter Hill, y Escape Plan dirigida por Mikael Håfström y coprotagonizada por Arnold Schwarzenegger y James Caviezel. Stallone se reúne con Robert De Niro para protagonizar la comedia Grudge Match. Dirigida por Peter Segal, Grudge Match narra la historia de dos boxeadores rivales retirados que se preparan para enfrentarse una vez más en el cuadrilátero. En noviembre de 2012, se confirmó su participación en el drama Reach Me. La cinta, dirigida por John Herzfeld, narra la historia de cómo la vida de varias personas se ven unidas por un libro de autoayuda escrito por un entrenador de fútbol americano retirado. La cinta es coprotagonizada por Danny Aiello, Ving Rhames y el rapero Nelly, entre otros. El 15 de agosto de 2014, se estrenó la cinta de acción The Expendables 3. En junio de 2014, la productora alemana Splendid Films confirmó que Stallone comenzó a trabajar en el guion de una quinta entrega de Rambo. Según dicha productora, “con Rambo V, Sylvester Stallone regresa en su icónico papel. Esta vez va contra un cártel mexicano. Stallone describe el nuevo Rambo como su versión de No Country for Old Men.
Stallone vuelve a dar vida a Rocky Balboa en la cinta Creed (2015), donde Balboa es el entrenador de Apollo Creed, hijo de su antiguo rival y amigo. Por su interpretación, ganó el Globo de Oro al mejor actor de reparto y fue nominado al Óscar en la misma categoría.
En 2019, estrenó Rambo: Last Blood, interpretando por quinta ocasión a su icónico personaje John Rambo. En esta quinta entrega, Rambo intenta llevar una vida tranquila en su rancho en Arizona, pero el secuestro de su sobrina a manos de un cártel mexicano lo obliga a recurrir a la violencia. A pesar de la buena recepción de la audiencia, la crítica destrozó la cinta.

## Vida personal

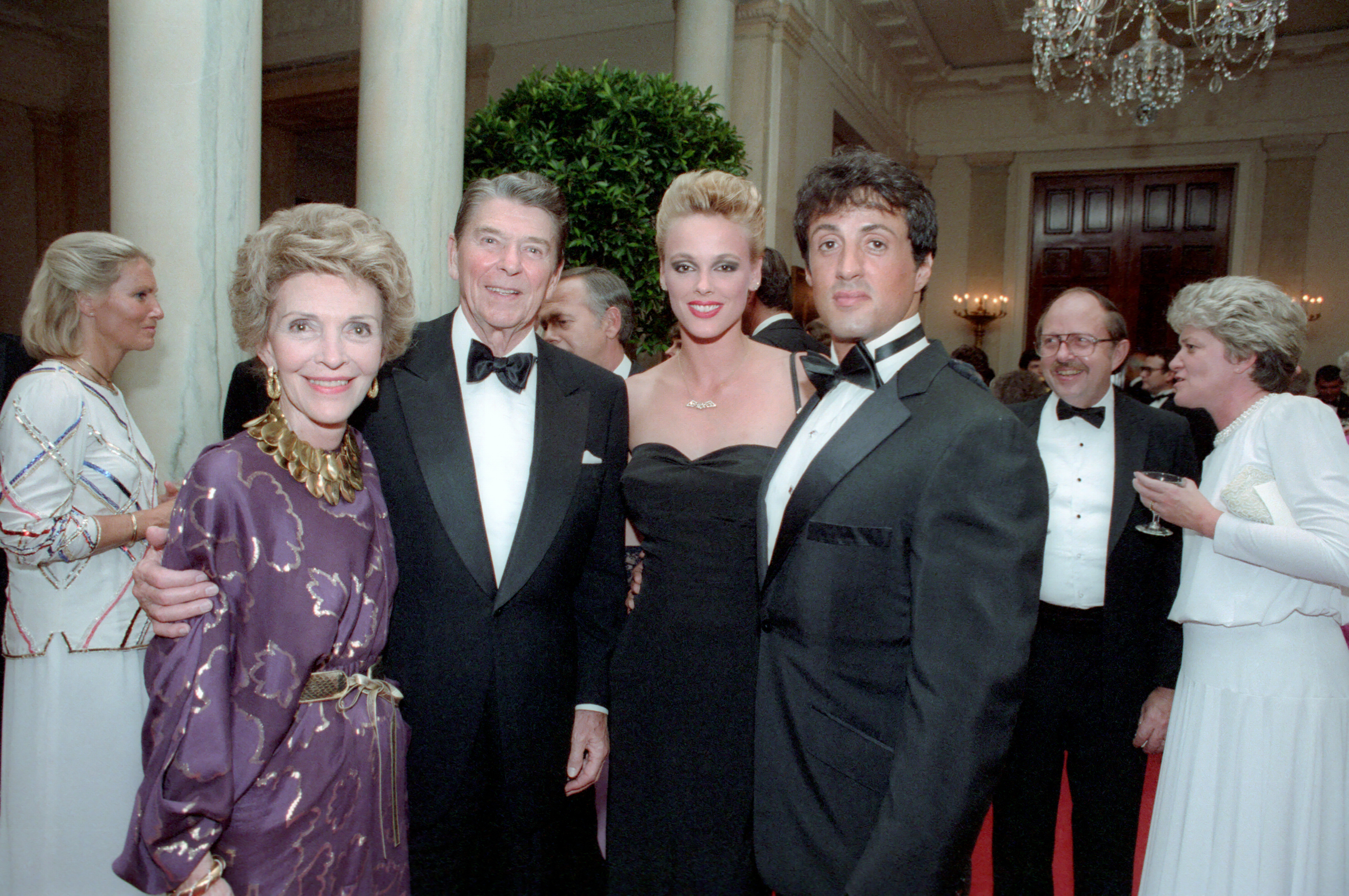
Stallone con su segunda esposa Brigitte Nielsen, Ronald Reagan y Nancy Reagan en 1985.

En 1974, se casó con la actriz Sasha Czack.[cita requerida] Se divorciaron en 1985, año en el que contrajo matrimonio con la actriz danesa Brigitte Nielsen.[cita requerida] Stallone y Nielsen se separaron en el año 1987 y posteriormente se divorciaron.[cita requerida] La pareja era presa de los tabloides, en gran parte debido a la mala reputación de Nielsen. Stallone se relacionó sentimentalmente con las modelos Jennifer Flavin, Janice Dickinson y Andrea Wieser. Finalmente, contrajo matrimonio con Jennifer Flavin en 1997.[cita requerida] Tiene cinco hijos: Sage y Seargeoh, de su matrimonio con Sasha; y Sophia, Sistine y Scarlet, de su matrimonio con Jennifer.
En agosto de 2022, aclaró ante los medios las razones de su divorcio con Jennifer Flavin, que habría presentado la demanda de divorcio sin razón aparente. Los medios informativos aseguraban que Flavin no aceptaba la presencia de su perro Dwight ni un tatuaje del brazo derecho de Stallone que suplanta con la cara de su perro Rottweiler, el rostro de Flavin.
Stallone creció como católico, pero dejó de ir a la iglesia en cuanto su carrera de actor progresó. Empezó a redescubrir su fe cuando su hija Sophia nació enferma del corazón en 1996,[cita requerida] y finalmente, regresó a la práctica de la fe católica.

### Fallecimiento de su hijo
Uno de los momentos más devastadores de su vida fue la pérdida de uno de sus hijos. Sage Stallone, su hijo mayor, fue encontrado muerto el viernes 13 de julio de 2012 en su residencia de Hollywood, informó su abogado, George Braunstein, al diario The New York Post. Braunstein dijo que el hijo del actor, de 36 años, "se encontraba bien y trabajando en distintos proyectos". "Estaba pensando en casarse. Estoy devastado. Era una persona maravillosa, un tipo increíble. Es una tragedia", añadió.
Un miembro del cuerpo de policía de Los Ángeles confirmó el suceso a la publicación. "No hay indicios de agresión ni actividad criminal", dijo, según el diario, el policía, quien acudió a la vivienda para comprobar si todo estaba en orden tras haber recibido llamadas solicitando que se investigara su paradero.
La web TMZ.com, especializada en información de famosos, cita fuentes no identificadas para detallar que la muerte del hijo del actor se debió a una sobredosis de pastillas, aunque más tarde la autopsia reveló que falleció debido a un ataque cardíaco por una enfermedad coronaria causada por arterosclerosis.[cita requerida]
Sage Stallone hizo su debut en la gran pantalla de la mano de su padre en Rocky V (1990), donde dio vida al hijo de Rocky Balboa, llamado Robert. Después, tras intervenir en otros títulos como Daylight (1996), pasó a labores de producción y dirección.

## Otros datos

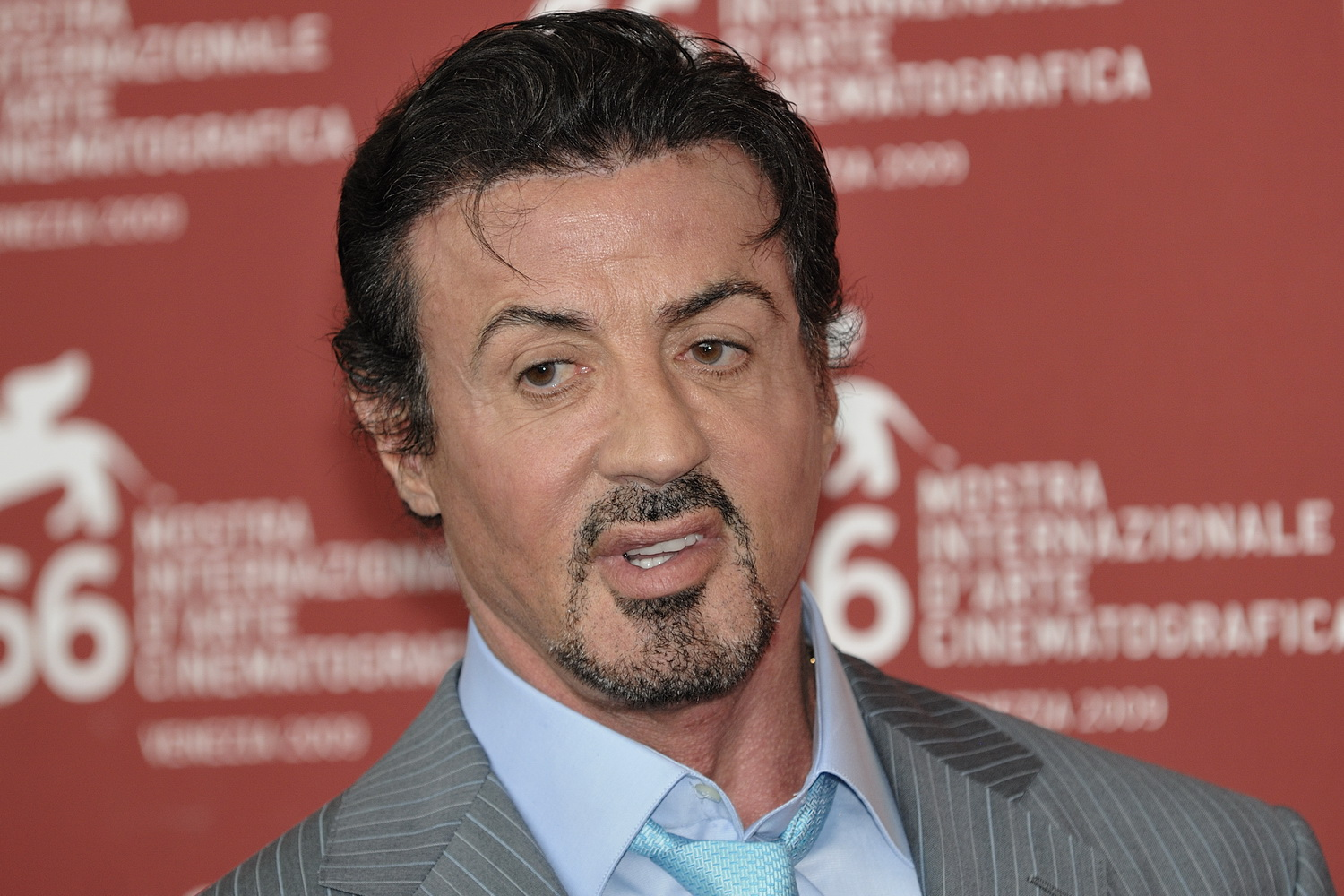
Stallone en 2009.

Stallone ha rechazado numerosos papeles en importantes producciones. Entre los más destacados se encuentran: los papeles de Arnold Schwarzenegger en The Terminator (1984) y Batman y Robin (1997); los de Michael Douglas en Romancing the Stone (1984) y Basic Instinct (1992); el papel de Keith Carradine en Pretty Baby (1978); los de Richard Gere en  Cotton Club (1984) y Pretty Woman (1990); el de Christopher Reeve en Superman: The Movie (1978); el papel de Jon Voight en Coming Home (1978); el de Nick Nolte en 48 Hrs. (1982); el papel de Eddie Murphy en Beverly Hills Cop (1984); el de Harrison Ford en Witness (1985); el papel de Bob Hoskins en ¿Quién engañó a Roger Rabbit? (1988); el de William Baldwin en Fair Game (1995); el papel de Bruce Willis en Die Hard (1988); el de Brad Pitt en Seven (1995); el papel de Robert De Niro en Jackie Brown (1997); el de John Travolta en Face/Off (1997); el papel de Kurt Russell en Death Proof (2007) y el papel de Mark Ruffalo en Shutter Island (2010).
Se ha declarado fanático del cine de Bollywood, del equipo de fútbol Everton FC, del boxeo y de la obra de Edgar Allan Poe. Se ha dedicado a la pintura al óleo y vendió varias de sus obras. Durante un tiempo fue promotor de boxeo, en la década de 1980, y con su promotora Tiger Eye Productions representó a boxeadores campeones del mundo como Sean O'Grady y Aaron Pryor.
Ha negado usar esteroides para aumentar su musculatura, si bien ha reconocido su uso en repetidas ocasiones de la hormona del crecimiento humano por su reputación de ser antienvejecimiento. En 2007, fue detenido en Australia con 48 frascos de la hormona de crecimiento humano sintética Jintropin. A pesar de que no habla del tema, los medios de comunicación han puesto en evidencia varias cirugías estéticas que se ha practicado a lo largo de los años.
Stallone declaró que, en 1997, durante una fiesta privada en su mansión de Miami, el actor Steven Seagal dijo varias veces que le "patearía el trasero" fácilmente a la estrella de cine y experto en artes marciales Jean-Claude Van Damme; que, enfurecido por oír eso, lo retó a demostrarlo en el jardín de la mansión. Entonces, Seagal se despidió y abandonó la fiesta. Stallone contó que Van Damme, enfurecido, le siguió por varios clubes nocturnos insistiéndole sobre el desafío. Stallone declaró: "Van Damme era demasiado fuerte. Seagal no tenía nada que hacer con él".
En 2025, Stallone fue nombrado enviado presidencial especial en Hollywood por el presidente de los Estados Unidos Donald Trump, compartiendo cargo con los actores Mel Gibson y Jon Voight.

## Filmografía
- The Square Root (1969)
- The Party at Kitty and Stud's (1970)
- Bananas (1971)
- No Place to Hide (1973)
- The Lords of Flatbush (1974)
- Death Race 2000 (1975)
- Capone (1975)
- Rocky (1976)
- Paradise Alley (1978)
- F. I. S. T. (1978)
- Rocky II (1979)
- Victory (1981)
- Nighthawks (1981)
- First Blood (1982)
- Rocky III (1982)
- Rhinestone (1984)
- Rocky IV (1985)
- Rambo: First Blood Part II (1985)
- Cobra (1986)
- Over the Top (1987)
- Rambo III (1988)
- Tango & Cash (1989)
- Lock Up (1989)
- Rocky V (1990)
- Óscar (1991)
- Stop! Or My Mom Will Shoot (1992)
- Demolition Man (1993)
- Cliffhanger (1993)
- El especialista (1994)
- Asesinos (1995)
- Judge Dredd (1995)
- Daylight (1996)
- Cop Land (1997)
- Antz (1998) (voz)
- Get Carter (2000)
- Driven (2001)
- Avenging Angelo (2002)
- D-Tox (2002)
- Taxi 3 (2003)
- Spy Kids 3-D: Game Over (2003)
- Shade (2003)
- Rocky Balboa (2006)
- John Rambo (2008)
- The Expendables (2010)
- Zookeeper (2011) (voz)
- Bullet to the Head (2012)
- The Expendables 2 (2012)
- Grudge Match (2013)
- Escape Plan (2013)
- Reach Me (2014)
- The Expendables 3 (2014)
- Creed (2015)
- Ratchet & Clank (2016)
- Guardianes de la Galaxia vol. 2 (2017)
- Animal Crackers (2017)
- Creed II (2018)
- Escape Plan 2: Hades (2018)
- Rambo V: Last Blood (2019)
- Backtrace (2019)
- Plan de Escape 3: Los extractores (2019)
- Mortal Kombat 11 (2020) (voz oficial de Rambo)
- El Escuadrón Suicida (2021) (voz de King Shark)
- Samaritan (2022)
- Guardianes de la Galaxia vol. 3 (2023)
- Expend4bles (2023)

## Premios y nominaciones

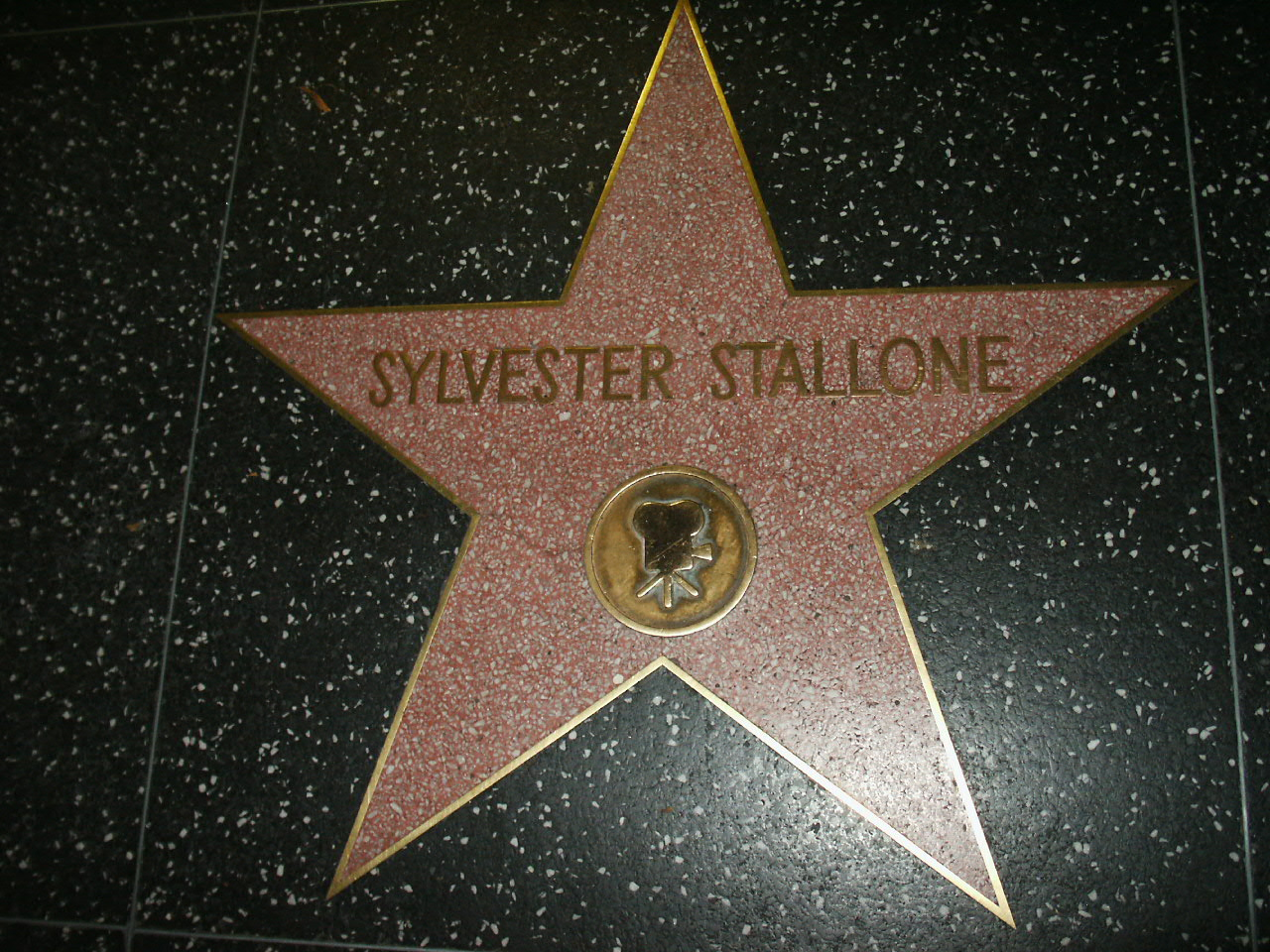
Estrella de Stallone en el Paseo de la Fama de Hollywood.

Premios Óscar
| Año  | Categoría              | Película | Resultado |
| ---- | ---------------------- | -------- | --------- |
| 1977 | Mejor actor            | Rocky    | Nominado  |
| 1977 | Mejor guion original   | Rocky    | Nominado  |
| 2016 | Mejor actor de reparto | Creed    | Nominado  |

Premios Globos de Oro
| Año  | Categoría              | Película | Resultado |
| ---- | ---------------------- | -------- | --------- |
| 1976 | Mejor guion            | Rocky    | Nominado  |
| 1976 | Mejor actor principal  | Rocky    | Nominado  |
| 2015 | Mejor actor de reparto | Creed    | Ganador   |

Premios BAFTA
| Año  | Categoría             | Película | Resultado |
| ---- | --------------------- | -------- | --------- |
| 1976 | Mejor actor principal | Rocky    | Nominado  |
| 1976 | Mejor guion original  | Rocky    | Nominado  |

Premios de la Crítica Cinematográfica
| Año  | Categoría              | Película | Resultado |
| ---- | ---------------------- | -------- | --------- |
| 2015 | Mejor actor de reparto | Creed    | Ganador   |

Premios People's Choice Awards
| Año  | Categoría                     | Película | Resultado |
| ---- | ----------------------------- | -------- | --------- |
| 1986 | Favorite Motion Picture Actor | Ganador  |           |

Premios Saturn
| Año  | Categoría                    | Película | Resultado |
| ---- | ---------------------------- | -------- | --------- |
| 1997 | Premio a la vida profesional | Ganador  |           |

Premios César
| Año  | Categoría        | Resultado |
| ---- | ---------------- | --------- |
| 1992 | César Honoriario | Ganador   |

Premio David de Donatello
| Año  | Categoría              | Película | Resultado |
| ---- | ---------------------- | -------- | --------- |
| 1976 | Mejor Actor Extranjero | Rocky    | Ganador   |

Kansas City Film Critics Circle
| Año  | Categoría   | Película | Resultado |
| ---- | ----------- | -------- | --------- |
| 1976 | Mejor Actor | Rocky    | Ganador   |

Writers Guild of America
| Año  | Categoría   | Película | Resultado |
| ---- | ----------- | -------- | --------- |
| 1976 | Mejor guion | Rocky    | Ganador   |

Festival Internacional de Cine de Estocolmo
En el Festival Internacional de Cine de Estocolmo se le otorgó el premio al Mejor Actor por la película Cop Land en 1997.
Kennedy Center Honors
Premio Kennedy en 2025.